# Bolborhachium trymoderum
Bolborhachium trymoderum is een keversoort uit de familie cognackevers (Bolboceratidae). De wetenschappelijke naam van de soort werd in 1916 gepubliceerd door Arthur Mills Lea.